# Roger Phegley
Pour les articles homonymes, voir Phegley.
Roger Dale Phegley, Roger Phegley, né le 16 octobre 1956 à East Peoria, est un joueur de basket-ball américain.